# 汤普金斯
汤普金斯（英語：Tompkins）是位于美国纽约州特拉华县的一个镇，地处特拉华县西部。2010年美国人口普查时，该镇有1247人。1806年，汤普金斯镇从富兰克林镇分出。其名称来源于曾任纽约州州长与美国副总统的丹尼尔·D·汤普金斯。